# Bhayavadar
Bhayavadar es una ciudad de la India en el distrito de Rajkot, estado de Guyarat.

## Geografía
Se encuentra a una altitud de 83 m s. n. m. a 374 km de la capital estatal, Gandhinagar, y a la mitad de esa distancia de la capital distrital, Rajkot, en la zona horaria UTC +5:30.

## Demografía
Según estimación 2011 contaba con una población de 21 094 habitantes.